# Saint-Igeaux
Saint-Igeaux (bret. Sant-Ijo) – miejscowość i gmina we Francji, w regionie Bretania, w departamencie Côtes-d’Armor.
Według danych na rok 1990 gminę zamieszkiwały 153 osoby, a gęstość zaludnienia wynosiła 12 osób/km² (wśród 1269 gmin Bretanii Saint-Igeaux plasuje się na 1012. miejscu pod względem liczby ludności, natomiast pod względem powierzchni na miejscu 735.).